# 拉格朗日恒等式
在代数中，以约瑟夫·拉格朗日命名的拉格朗日恒等式是：
{\displaystyle {\begin{aligned}{\biggl (}\sum _{k=1}^{n}a_{k}^{2}{\biggr )}{\biggl (}\sum _{k=1}^{n}b_{k}^{2}{\biggr )}-{\biggl (}\sum _{k=1}^{n}a_{k}b_{k}{\biggr )}^{2}&=\sum _{i=1}^{n-1}\sum _{j=i+1}^{n}(a_{i}b_{j}-a_{j}b_{i})^{2}\\&{\biggl (}={\frac {1}{2}}\sum _{i=1}^{n}\sum _{j=1,j\neq i}^{n}(a_{i}b_{j}-a_{j}b_{i})^{2}{\biggr )},\end{aligned}}}
应用于任意两个实数或复数集合（或者更一般地，一个交换环的元素）{a1, a2, . . ., an} and {b1, b2, . . ., bn}。这个恒等式是婆罗摩笈多－斐波那契恒等式的推广，同时也是Binet–Cauchy恒等式的特殊形式。 
用一个更为简洁的向量形式表示，Lagrange恒等式就是：
{\displaystyle \|\mathbf {a} \|^{2}\ \|\mathbf {b} \|^{2}-(\mathbf {a\cdot b} )^{2}=\sum _{1\leq i<j\leq n}\left(a_{i}b_{j}-a_{j}b_{i}\right)^{2}\ ,}
其中a和b是由实数构成的n维向量。向复数的引申需要将点积理解为内积或者Hermitian点积。准确的说，对于复数，Lagrange恒等式可以写成以下形式：
{\displaystyle {\biggl (}\sum _{k=1}^{n}|a_{k}|^{2}{\biggr )}{\biggl (}\sum _{k=1}^{n}|b_{k}|^{2}{\biggr )}-{\biggl |}\sum _{k=1}^{n}a_{k}b_{k}{\biggr |}^{2}=\sum _{i=1}^{n-1}\sum _{j=i+1}^{n}|a_{i}{\overline {b}}_{j}-a_{j}{\overline {b}}_{i}|^{2}}
用到复数的模

## 拉格朗日恒等式和外代数
拉格朗日恒等式用楔积可以写成
{\displaystyle (a\cdot a,b\cdot b)-(a\cdot b)^{2}=(a\wedge b)\cdot (a\wedge b)}。
因此，它可以看作是一个以点积形式给出两个向量楔积的公式，也就是由它们定义的平行四边形，即
{\displaystyle \|a\wedge b\|={\sqrt {(\|a\|\ \|b\|)^{2}-\|a\cdot b\|^{2}}}}。